# Seznam švedskih pesnikov
Seznam švedskih pesnikov.

## A
- Sigurd Agrell
- Carl Jonas Love Almqvist
- Claes Andersson (na Finskem)
- Dan Andersson
- Per Daniel Amadeus Atterbom

## B
- Albert Ulrik Bååth
- Carl Michael Bellman
- Karin Boye
- Sophia Elisabet Brenner

## C
- Siv Cedering

## D
- Olof von Dalin
- Tage Danielsson

## E
- Johannes Edfelt
- Gunnar Ekelöf
- Vilhelm Ekelund

## F
- Nils Ferlin
- Gustaf Fröding
- Katarine Frostenson

## G
- Karl Ragnar Gierow

## H
- Ola Hansson
- Verner von Heidenstam

## J
- Ann Jäderlund

## K
- Erik Axel Karlfeldt
- Johan Henric Kellgren

## L
- Anna Maria Lenngren
- Carl Gustaf af Leopold
- Oscar Levertin
- Bengt Lidner
- Erik Lindegren
- Artur Lundkvist

## M
- Harry Martinson
- Pelle Molin

## N
- Hedvig Charlotta Nordenflycht

## S
- Carl Snoilsky
- Edith Irene Södergran
- Göran Sonnevi
- Erik Johan Stagnelius
- August Strindberg

## T
- Esaias Tegnér
- Tomas Tranströmer

## W
- Per Wästberg
- Gunnar Wennerberg
- Carl David af Wirsén